# Ted Lieu
Ted W. Lieu (en chinois 劉雲平 et en chinois simplifié 刘云平 ; Liú Yúnpíng), né le 29 mars 1969 à Taipei, est un militaire, juriste et homme politique américain. Membre du Parti démocrate, il est élu de la Californie à la Chambre des représentants des États-Unis depuis 2015.

## Biographie
Ted Lieu est originaire de Taïwan. Diplômé de Stanford et de Georgetown, il devient avocat. Après ses études, il s'engage dans la United States Air Force de 1995 à 1999. Il est depuis réserviste. Il devient par la suite assistant de justice de la cour d'appel des États-Unis pour le neuvième circuit.
En 2002, il est élu au conseil municipal de Torrance. Il entre à l'Assemblée de l'État de Californie en 2005 pour le 53e district et y reste jusqu'en 2010. Il entre au Sénat californien en 2011 pour le 28e district et le quitte en 2014 ; il échoue à devenir procureur général de Californie en 2012.
En 2014, il est élu à la Chambre des représentants des États-Unis dans le 33e district de Californie avec 59,2 % des voix face au républicain Elan Carr. En 2016, il est réélu par 66,4 % des suffrages face au républicain Kenneth Wright, qui obtient 33,6 % des voix.
Connu pour sa critique de l'Arabie saoudite et notamment de son intervention dans la guerre civile yéménite, il est également un détracteur et virulent opposant au président Donald Trump. Lors du 115e congrès, il devient whip assistant de la minorité démocrate à la Chambre.
En mai 2020, au milieu de la pandémie de Covid-19, Lieu est conférencier invité à un forum antiraciste organisé par la Asia Society et la Coalition de la côte Est pour la tolérance et la non-discrimination (ECC).